# Abeti
 (décembre 2020).
Si vous disposez d'ouvrages ou d'articles de référence ou si vous connaissez des sites web de qualité traitant du thème abordé ici, merci de compléter l'article en donnant les références utiles à sa vérifiabilité et en les liant à la section « Notes et références ».
Albums de Abeti Masikini
Dixième anniversaire
(1981) Naleli
(1983)
Abeti est un album 33 tours (LP) de l'auteure-compositrice-interprète congolaise Abeti Masikini.
Sorti au printemps 1982, cet album comporte deux versions. La première a été éditée au Gabon par Iris production sous la référence IRS 001 et la seconde version, intitulée Jalousie, est sortie à Paris en France sous le label Zika Production avec comme référence Zika 001.

## Présentation
Jalousie étant la chanson de la piste 1 sur la face A, il aurait dû en être le titre-clé. Cependant Mwasi Ya Bolingo (I Love You), située sur la piste 1 de la face B, devint la chanson phare de l'album et fit de ce disque le premier disque d'or d'Abeti Masikini, avec plus de 300 000 exemplaires écoulés en Afrique.
La chanson, d'une durée d'environ 10 minutes, s'inspire du style haïtien compas très en vogue en ce début des années 1980. Sous un air de rumba congolaise, elle raconte l'histoire d'une femme amoureuse au point qu'elle ne veut prêter attention à aucun avertissement sur le caractère volage de son mari. Alors, dans la fièvre de son amour qu'elle jure éternel, elle est prête à suivre son homme partout en Afrique et aux Antilles. La particularité de cette chanson est qu'Abeti cite la plupart des pays africains, ainsi que quelques États caribéens. Les chœurs en retour donnent les noms respectifs des capitales des pays cités.
L'autre chanson remarquable sur ce LP est la reprise de Na pesi Yo Mboté, sous un nouvel arrangement plus moderne. La première version était sortie sous un format 45 tours en 1979. Na pesi Yo Mboté (« Je te Salue ») parle de l’indifférence qu'un homme peut afficher en public alors qu'il est réellement amoureux d'une femme. Il faut noter que cet album marque la première collaboration entre Abeti et le guadeloupéen Jacky Arconte.

## Liste des titres
- Face A
  - Jalousie
  - Na Pesi Yo Mboté
- Face B
  - Mwasi ya Bolingo (I Love You)
  - Boyokani

## Équipe technique
- Ingénieur de son : Serge Glanzberg
- Ingénieur assistant : Nel Oliver
- Musique : Les Redoutables
- Arrangements et composition : Abeti Masikini
- Arrangements : Jacky Arconte
- Direction artistique : Nel Oliver, Gérard Akueson
- Enregistrement et mixage : Studio Spade Music Paris